# Carla Romanelli
Carla Romanelli (Arezzo, 23 agosto 1949) è un'attrice italiana.

## Biografia
Carla Romanelli esordì in TV nel 1967 come "Biancaneve", nei caroselli diretti da Luciano Emmer. Debuttò contemporaneamente, a cavallo tra il 1967 e 1968, in televisione, al cinema e in teatro. Iniziò a farsi notare nella prima metà degli anni settanta, quando venne scelta per interpretare ruoli da comprimaria in diverse pellicole; nella sua carriera ha avuto modo di affiancare attori quali Franco Franchi, Saro Urzì, Antonio Sabàto, Carlo Giuffré, Lou Castel, Ursula Andress, Max von Sydow, Jean-Paul Belmondo e Dominique Sanda.
Partecipò alla coproduzione tra la Rai e la TV ungherese nello sceneggiato I girasoli, dove interpretò Evelyn, per la regia di Gergely Horváth. Iniziò così una feconda esperienza in Ungheria, dove fu protagonista di vari film. Tra questi A Strange Role di Pál Sándor, candidato all'Oscar come miglior film straniero e vincitore dell'Orso d'argento al Festival di Berlino del 1977. Segue Une Nuit Très Morale di Károly Makk, che ricevette una menzione speciale della critica al Festival di Cannes nel 1978. Sempre nello stesso anno, Aiuto aiuto di László Nemere, film TV sulla vita vera di una zingara, vincitore del premio Montecarlo International TV Film Festival.
Nel cinema italiano Carla Romanelli spaziò dalla commedia sexy al poliziesco e al western; nello stesso periodo recitò anche per il piccolo schermo, apparendo anche in diverse serie televisive e film per la televisione.
Nella prima metà degli anni ottanta la Romanelli lavorò soprattutto per la televisione. Alla metà del decennio decise di dedicarsi all'attività sindacale come responsabile per la FIA (International Federation of Actors) delle relazioni internazionali per l'Italia.
Gli anni novanta la videro impegnata nell'attività teatrale. Nel 1992 tradusse in italiano e produsse Frankie and Johnny al chiar di Luna, per la regia di Raf Vallone, che concluse la tournée nel 1993 al Piccolo di Milano.
Per alcuni anni Gian Carlo Menotti la incaricò della ricerca e produzione di alcuni testi teatrali per il Festival di Spoleto, tra i quali L'ultimo Yankee di Arthur Miller, Einstein di Willard Simms e Griffin and Sabine di Nick Bantock, per la regia di Edoardo Ponti.
Si è occupata anche dell'immagine del Nastro d'argento nel periodo tra il 1990 e il 1997 per il Sindacato Giornalisti Cinematografici; ad Arezzo organizzò un convegno mondiale sul doppiaggio, al quale parteciparono 250 unioni sindacali di artisti interpreti.
Carla Romanelli ha insegnato storia del teatro italiano alla scuola di John Crowther a Los Angeles; oggi insegna storia del teatro russo alla scuola di recitazione Agorà a Roma.

## Vita privata
Il 5 settembre 1970 a Roma, sposò il regista e scrittore statunitense John Crowther, che aveva conosciuto sul set del film The Martlest's Tale. 

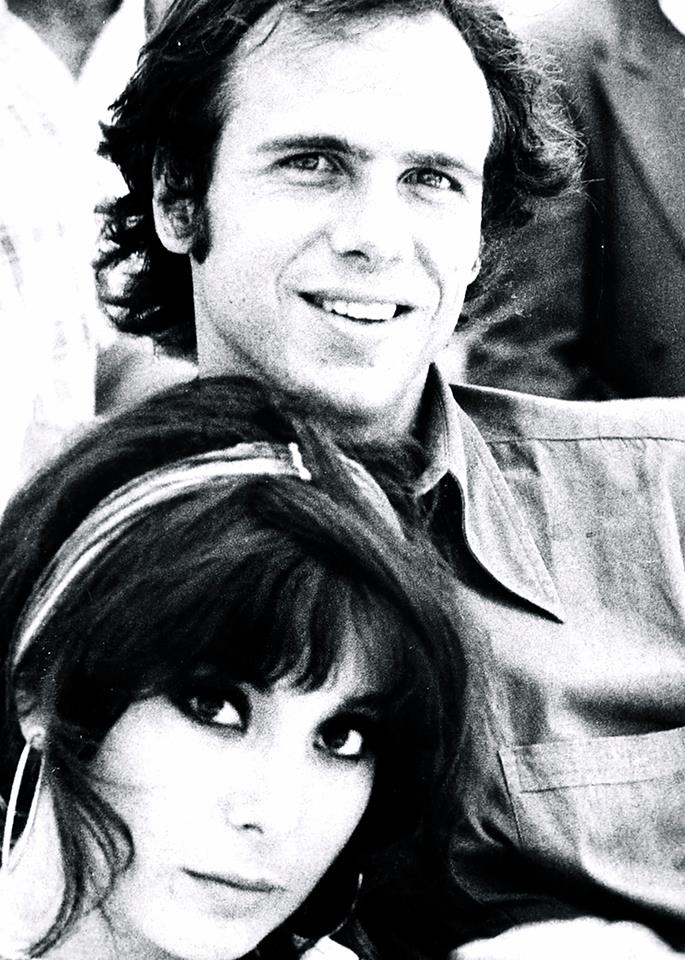
Carla Romanelli con il marito John Crowther

## Filmografia

### Cinema
- Quarta parete, regia di Adriano Bolzoni (1967)
- Fenomenal e il tesoro di Tutankamen, regia di Ruggero Deodato (1968)
- Donne... botte e bersaglieri, regia di Ruggero Deodato (1968)
- Vedove inconsolabili in cerca di... distrazioni, regia di Bruno Gaburro (1968)
- Bocche cucite, regia di Pino Tosini (1968)
- Lesbo, regia di Edoardo Mulargia (1969)
- The Martlet's Tale, regia di John Crowther (1970)
- Erotas dihos synora, regia di Erricos Andreou (1970)
- La casa aperta agli ospiti (Les lionnes), regia di Henry Zaphiratos (1970)
- Le inibizioni del dottor Gaudenzi, vedovo, col complesso della buonanima, regia di Giovanni Grimaldi (1971)
- Una cavalla tutta nuda, regia di Franco Rossetti (1972)
- Milano rovente, regia di Umberto Lenzi (1973)
- Il mio nome è Shangai Joe, regia di Mario Caiano (1973)
- Il figlioccio del padrino, regia di Mariano Laurenti (1973)
- Il lupo della steppa (Steppenwolf), regia di Fred Haines (1974)
- Napraforgó, regia di Gergely Horváth (1974)
- L'infermiera, regia di Nello Rossati (1975)
- A Strange Role, regia di Pál Sándor (1976)
- Casanova & Company, regia di Franz Antel (1977)
- Una notte molto morale (Egy erkölcsös éjszaka), regia di Károly Makk (1977)
- Sono stato un agente C.I.A., regia di Romolo Guerrieri (1978)
- Le Guignolo, regia di Georges Lautner (1980)
- Copkiller (L'assassino dei poliziotti), regia di Roberto Faenza (1982)
- The Lonely Lady, regia di Péter Sásdy (1983)

### Televisione
- Un'estate, un inverno, regia di Mario Caiano – miniserie TV (1971)
- Olenka, regia di Alessandro Brissoni – film TV (1973)
- Spazio 1999 (Space: 1999) – serie TV, episodio 1x20 (1976)
- Aiuto aiuto, regia di László Nemere – film TV (1978)
- Il ritorno di Simon Templar – serie TV, episodio 1x23 (1979)
- Il conte di Montecristo, regia di Denys de La Patellière – miniserie TV (1979)
- Lapo erzäht... – serie TV (1981)
- Quel 9 Aprile del '53, regia di Franco Biancacci – film TV (1982)
- Sa Majesté le flic (Série noire) – serie TV, episodio 1x03 (1984)
- I racconti del maresciallo, regia di Giovanni Soldati - miniserie TV, episodio 1x04 (1984)
- Il Woyzeck, regia di Giorgio Pressburger – sceneggiato TV (1985)

## Teatro

### Attrice
- Le diavolerie di Alessandro Fersen (1968)
- Albero mio fiorito di Dacia Maraini (1968)
- Nonostante granisci di Adele Cambria (1969)
- La conversazione continuamente interrotta di Ennio Flaiano, regia di Vittorio Caprioli Festival dei Due Mondi (1972)
- Il Prometeo incatenato di Eschilo, stagione teatrale estiva (1973)
- Rose caduche di Giovanni Verga, regia di Luisa Mariani (1979)
- King Kong Cert, Festival dei Due Mondi (1979)
- Spudorata verità di Peter Mueller, regia di Alessandro Fersen (1979)
- Le tre sorelle di Anton Čechov, regia di Giorgio De Lullo (1980)
- Fiore di cactus di Pierre Barilet e Jean-Pierre Grédy, regia di Carlo Di Stefano (1993)
- Festival lungo un giorno lungo un anno di Arturo Annechino (1990)
- Bacco tabacco e Venere di Arturo Annechino, regia di Renato Niccolini (1991)
- Frankie & Johnny al chiaro di luna, regia di Raf Vallone (1992)
- La Talanta di Pietro Aretino, regia di Antonio Viviani, Teatro Stabile di Arezzo (1992)
- L'ultima maschera di John Crowther, Festival dei Due Mondi (1993)
- Camere con crimini regia di Stelvio Fiorenza, Festival dei Due Mondi (1995)
- L'ultimo yankee di Arthur Miller, regia di John Crowther (1994)
- Einstein di Willard Simms (1995)
- Griffin and Sabine di Nick Bantock, regia di Edoardo Ponti (1996)

### Regista
- Un pane di luce per il mondo (1999)
- Around the World (2000)
- I pianeti di Gustav Holst, Anfiteatro Romano di Spoleto (2004)
- Se tutte le donne del mondo (2005)

## Programmi televisivi
- Che si beve stasera?, condotto insieme a Pino Caruso (1982)

## Prosa televisiva
- La maschera e il volto, regia di Marco Parodi, con Massimo Ghini e Gianni Agus (1984)
- La capannina, regia di Edmo Fenoglio, con Paolo Ferrari e Tullio Solenghi (1984)

## Doppiatrici italiane
- Vittoria Febbi in Il mio nome è Shangai Joe
- Caterina Rochira in Il lupo della steppa (ridoppiaggio)[2]